# شوریتسه (لوزنیتسا)
شوریتسه (به صربی: Šurice) یک منطقهٔ مسکونی در صربستان است که در لوزنیسا واقع شده‌است. شوریتسه ۲۸۱ نفر جمعیت دارد.